# Briok
Briok – imię męskie pochodzenia celtyckiego, prawdopodobnie wywodzące się od irlandzkiego słowa brio- ("most") lub bretońskiego bri (godność). Patron tego imienia, św. Briok (Brieuc) jest świętym celtyckim, czczonym w Bretanii, Kornwalii i Walii. 
Briok imieniny obchodzi 1 maja.
Zobacz też:
- Saint-Brieuc